# Operazione Tanne Ost
Operazione Tanne Ost (in tedesco Unternehmen Tanne Ost) era il nome in codice del piano d'attacco tedesco per occupare l'isola di Suursaari, nel golfo di Finlandia, lanciato il 15 settembre 1944 nell'ambito della seconda guerra mondiale.
L'isola, situata in posizione strategica, era controllata da una guarnigione di truppe finlandesi, alleate dei tedeschi contro i sovietici fin dall'inizio della guerra sul fronte orientale; il 4 settembre 1944, tuttavia, i finlandesi avevano sottoscritto un armistizio con l'URSS, preludio a una loro successiva capitolazione. Un contingente di truppe tedesche, guidato dal capitano di vascello Karl-Conrad Mecke, cercò quindi di assicurarsi l'isola, trovando però la pronta reazione della guarnigione finlandese (comandata dal tenente colonnello Martti Miettinen) appoggiata da aerei d'attacco sovietici; l'assalto tedesco fu respinto e l'isola rimase in mani finlandesi.

## Antefatti
Il 25 giugno 1941 la Finlandia dichiarò guerra all'URSS, dando così avvio alla cosiddetta "guerra di continuazione". Germania e Finlandia cooperarono quindi contro il comune nemico sovietico: una grossa armata tedesca (la 20. Gebirgs-Armee) fu dislocata nella regione della Lapponia per minacciare la base sovietica di Murmansk, mentre lo sforzo principale dell'esercito finlandese era diretto in Carelia; sul piano navale, la Kriegsmarine e la Merivoimat finlandese si adoperarono per ostacolare i movimenti della Flotta del Baltico di base a Leningrado, stendendo numerosi campi di mine navali nel golfo di Finlandia. Nel corso di queste operazioni fu deciso di occupare le piccole isole della porzione orientale del golfo di Finlandia, cadute in mani sovietiche nel 1940 dopo la conclusione della guerra d'inverno: Suursaari fu occupata dalle forze dell'Asse il 26 marzo 1942, seguita da Tytärsaari il 1º aprile. Le isole furono dotate di numerosi pezzi d'artiglieria costiera e contraerei, sia per impedire ai dragamine sovietici di aprire varchi nei campi minati, sia per ostacolare i bombardieri dell'aeronautica sovietica diretti su Helsinki e le città della Finlandia meridionale; a tal fine, i tedeschi installarono su Suursaari anche una stazione radar.
La situazione sul fronte finlandese rimase invariata fin verso la metà del 1944: le sconfitte tedesche patite a Kursk e in Bielorussia facevano ormai volgere la situazione sul fronte orientale a vantaggio dei sovietici, e il governo di Helsinki decise di avviare caute trattative diplomatiche per uscire dal conflitto. Queste manovre non ebbero però esito e il 10 giugno 1944 le forze sovietiche lanciarono l'offensiva Vyborg-Petrozavodsk, un massiccio attacco contro le posizioni finlandesi sull'istmo careliano e nella Carelia meridionale: il fronte finlandese fu rotto e i territori conquistati nel 1941 perduti, ma l'attacco sovietico fu infine arrestato ai confini della Finlandia meridionale. Nonostante ciò, il governo finlandese era ormai più che convinto che al conflitto bisognasse trovare una soluzione diplomatica: il 4 agosto il generale Carl Gustaf Emil Mannerheim, già comandante delle forze finlandesi, fu nominato presidente della repubblica e avviò immediatamente contatti diplomatici con i sovietici, poi sfociati in un primo accordo di cessate il fuoco il 4 settembre, preludio alla sottoscrizione di un armistizio.
L'accordo del 4 settembre imponeva ai finlandesi di chiedere il ritiro dei reparti tedeschi da tutto il loro territorio nazionale entro i successivi dieci giorni, pena il loro internamento; ciò era possibile per le truppe schierate nella Finlandia meridionale, che furono subito evacuate via mare, ma la 20. Gebirgs-Armee in Lapponia era semplicemente troppo numerosa per poter ripiegare in Norvegia entro lo scadere dell'ultimatum finlandese. Prevedendo una imminente ripresa dei combattimenti, l'alto comando tedesco decise di assicurarsi il controllo delle isole del golfo di Finlandia, onde poter continuare a mantenere operativi gli sbarramenti di mine e impedire così le operazioni della Flotta del Baltico sovietica. Fu quindi elaborata l'operazione Tanne Ost ("Abete Est"): con la scusa di evacuare il personale della stazione radar, una flottiglia di unità leggere tedesche avrebbe sbarcato un contingente di truppe sull'isola di Suursaari, prendendone il controllo dai finlandesi; un'operazione gemella (Tanne West) doveva essere diretta contro le isole Åland, ma fu annullata all'ultimo minuto.

## Svolgimento della battaglia

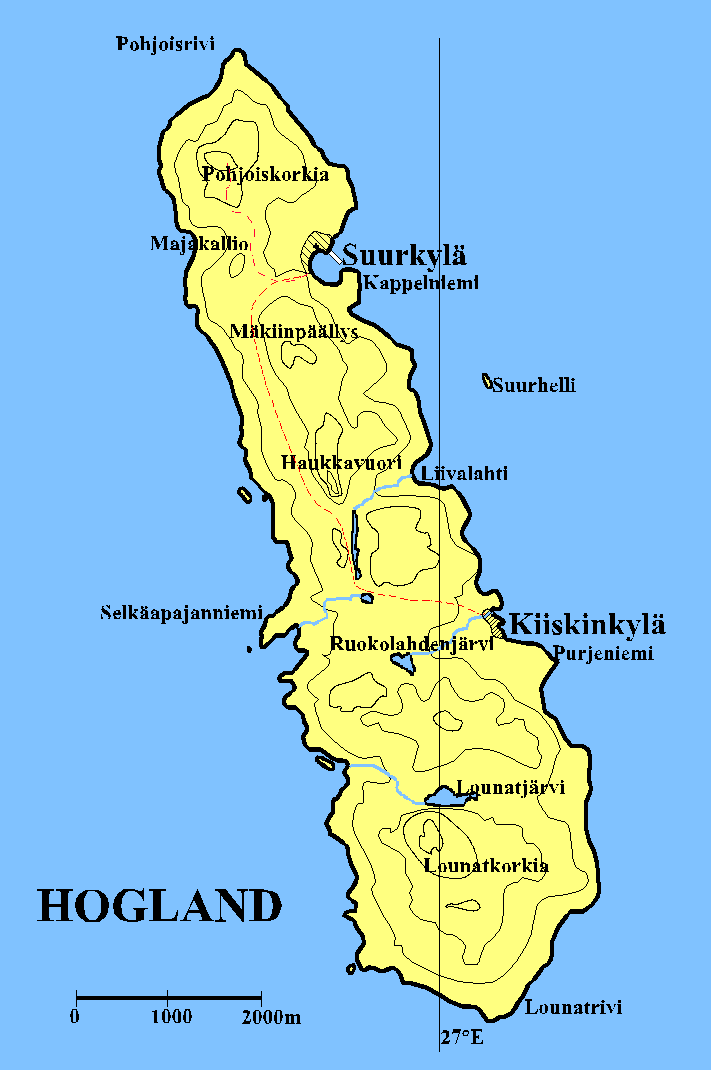
L'isola di Suursaari, oggi Gogland

La forza d'attacco tedesca lasciò il porto di Tallinn la sera del 14 settembre, facendo rotta su Suursaari a bordo di una serie di imbarcazioni leggere (principalmente dragamine, motozattere e motosiluranti). Alla mezzanotte del 15 settembre le prime unità tedesche arrivarono al largo dell'isola: un inviato del capitano Mecke, comandante del gruppo d'assalto, fu inviato al quartier genereale finlandese ad Haukkavuori per convincere il tenente colonnello Martti Miettinen a cedere Suursaari pacificamente; Miettinen respinse le offerte dei tedeschi e, anzi, ingiunse loro di lasciare l'isola entro 15 minuti. Allo scadere dell'ultimatum, le truppe tedesche iniziarono il loro attacco.
Gli sbarchi tedeschi si concentrarono sulla costa nord-orientale dell'isola, dove si trovavano gli approdi principali: il porto di Suurkylä fu catturato nel primo assalto e due pattugliatori finlandesi lì ancorati furono affondati, ma diversi tentativi di prendere le colline che dominavano il piccolo villaggio furono respinti dalla pronta reazione dei finlandesi, che aprirono un violento fuoco d'artiglieria sugli attaccanti. Allo spuntare del sole, intorno alle 06:00, i tedeschi controllavano una striscia di terreno sulla costa orientale lunga 3,5 chilometri da nord a sud, ma profonda nel punto più ampio appena 1 chilometro. Con le prime luci, gli aerei della Flotta del Baltico arrivarono per attaccare le unità navali tedesche: alcune motozattere e motosiluranti furono affondate, mentre i sovietici lamentarono la perdita di tre aerei; i cacciabombardieri Ilyushin Il-2 Šturmovik lanciarono incursioni sui reparti tedeschi sbarcati sull'isola, mitragliando per errore anche le posizioni dei finlandesi. Le ripetute incursioni aeree convinsero i tedeschi a ritirare le unità navali che stazionavano davanti all'isola, come pure a rimandare lo sbarco della prevista seconda ondata di truppe.
Un primo contrattacco dei reparti finlandesi fu lanciato intorno alle 06:00 contro Suurkylä, anche se fu respinto dai tedeschi asserragliati sulla collina di Kotokallio; un secondo attacco riuscì a impossessarsi della collina intorno alle 12:00 e la pressione sui reparti tedeschi poté riprendere. Informato via radio che gli attesi rinforzi non sarebbero arrivati, Mecke ordinò di sospendere i combattimenti e si incontrò con Miettinen intorno alle 18:45 per trattare la resa, entrata in vigore alle 21:00; i due comandanti percorsero quindi il litorale dell'isola per informare personalmente i combattenti dell'avvenuto "cessate il fuoco".

## Conseguenze
Poco più di 1000 tedeschi furono fatti prigionieri: internati inizialmente in un campo provvisorio nei pressi del villaggio di Kiiskinkylä, furono poi trasportati via mare in Finlandia, per poi essere consegnati ai sovietici il 19 settembre seguente.
Lo scontro di Suursaari segnò l'inizio delle ostilità tra i due ex alleati, sfociate nella cosiddetta "guerra di Lapponia": con l'aiuto dei sovietici, le truppe finlandesi attaccarono i reparti tedeschi nel nord del paese, obbligandoli infine a ritirarsi in Norvegia sul finire del 1944 al termine di una dura lotta.